# Lomas
Lomas – gmina w Hiszpanii, w prowincji Palencia, w Kastylii i León, o powierzchni 17,07 km². W 2011 roku gmina liczyła 51 mieszkańców.